# Megachile pseudolegalis
Megachile pseudolegalis är en biart som beskrevs av Mitchell 1957. Megachile pseudolegalis ingår i släktet tapetserarbin, och familjen buksamlarbin. Inga underarter finns listade i Catalogue of Life.